# Bottoms Up
Bottoms Up är en amerikansk långfilm från 2006 i regi av Erik MacArthur, med Jason Mewes, David Keith, Paris Hilton och Brian Hallisay i rollerna.

## Handling
Owen Peadman jobbar som bartender på sin fars restaurang i Minnesota. Men restaurangen går dåligt och hotas av konkurs. Då bestämmer sig Owen för att delta i en bartendertävling i Hollywood för att försöka rädda restaurangen.

## Rollista
| Jason Mewes        | – Owen Peadman    |
| David Keith        | – Uncle Earl      |
| Paris Hilton       | – Lisa Mancini    |
| Brian Hallisay     | – Hayden Field    |
| Jon Abrahams       | – Jimmy Desnappio |
| Phil Morris        | – Pip Wingo       |
| Nicholle Tom       | – Penny Dhue      |
| Raymond O'Connor   | – Frank Peadman   |
| Desmond Harrington | – Rusty #1        |
| Kevin Smith        | – Rusty #2        |